# Oleksij Porošenko
Oleksij Petrovyč Porošenko (in ucraino Олексій Петрович Порошенко?; Kiev, 6 marzo 1985) è un politico e diplomatico ucraino.
È un ex deputato del popolo ucraino ed è il figlio dell'ex presidente Petro Porošenko. Ha lasciato l'Ucraina prima dell'invasione russa dell'Ucraina del 2022 ed è stato dichiarato dalle autorità come renitente alla leva.

## Biografia
Oleksij Porošenko è figlio di Maryna Porošenko e Petro Porošenko. Ha due sorelle, le gemelle Jevhenija e Oleksandra (nate nel 2000), e un fratello, Mykhailo (nato nel 2001).

### Istruzione
Nel 2002 si è diplomato al Klovsky Lyceum. Dal 2001 al 2002 ha studiato all'Eton College in Inghilterra. Dal 2002 al 2003 ha studiato al Winchester College. Dal 2002 al 2006 ha studiato presso l'Università Nazionale Taras Shevchenko di Kiev, Istituto di Relazioni Internazionali. Dal 2004 al 2007 ha studiato presso la London School of Economics and Political Science. Nel 2008 si è laureato all'Institute of International Relations e alla London School of Economics. Dal 2011 al 2012 ha studiato presso la business school INSEAD in Francia e a Singapore.
Il 1° novembre 2018, Porošenko è stato incluso nell'elenco delle sanzioni russe in relazione alle azioni ostili dell'Ucraina nei confronti di cittadini ed entità giuridiche della Federazione Russa.

### Carriera
Nel 2006 Porošenko ha lavorato presso Merrill Lynch come analista.
Dal 2007 al 2009 ha lavorato come economista per la Confectionery Corporation di Roshen. Nel 2009 è diventato responsabile delle vendite.
Dal 2009 al 2010 ha lavorato come consulente per il Ministero dell'economia dell'Ucraina.
Da gennaio ad agosto 2010 è stato vice capo della missione commerciale ed economica del Consolato generale dell'Ucraina in Cina. Da agosto a settembre 2010 è stato vicepreside ad interim.
Da settembre 2010 a giugno 2011 è stato viceconsole del Dipartimento degli Affari economici presso il Consolato generale dell'Ucraina a Shanghai.
Nell'ottobre 2014, Porošenko è stato eletto deputato dell'Ucraina dal blocco Petro Porošenko "Solidarietà" nel collegio elettorale uninominale №12 della regione di Vinnytsia. Secondo la Commissione elettorale centrale, Porošenko ha ottenuto il 64,04% o 62.359 voti nei protocolli elettronici delle commissioni elettorali.

### Fuga dall'Ucraina
Oleksij Porošenko ha lasciato l'Ucraina con il fratello prima dell'invasione russa del paese, ed essendo in età da servizio militare è stato dichiarato dalle autorità come renitente alla leva. A causa della mancata presentazione alla convocazione militare, Porošenko dovrà pagare una multa di 25.500 grivne.

## Attività

### Internazionale
Capo del gruppo per le relazioni interparlamentari con la Repubblica di Singapore.
Membro della delegazione ucraina presso l'Unione interparlamentare (UIP). L'11 aprile 2017 Oleksij Porošenko, intervenendo a un briefing nella Verchovna Rada, ha dichiarato che l'Ucraina boicotta lo svolgimento dell'Assemblea dell'Unione interparlamentare (UIP) a San Pietroburgo e invita altri Paesi a fare altrettanto.

### Pubblica
È stato rappresentante nel parlamento regionale dell'Oblast' di Vinnytsia.
Durante la sua partecipazione all'operazione speciale nel Donbass, Oleksij Porošenko era indicato con un nome diverso per la cospirazione (Anisenko). Era un artigliere di mortaio e prestava servizio sotto il Kramatorsk.
Nell'agosto 2017, Oleksij Porošenko ha completato uno stage nella pubblica amministrazione (Singapore Cooperation Programme) a Singapore. Singapore ha sponsorizzato corsi di formazione e visite di studio.
Il 21 settembre 2018, secondo la piattaforma analitica VoxUkraine, in base all'indice di sostegno alle riforme, Porošenko è entrato nella top ten dei deputati popolari più efficaci dell'ottava sessione della Verkhovna Rada dell'Ucraina dell'ottava convocazione, che hanno sostenuto le leggi di riforma.

### Legislativa
Oleksij Porošenko è stato coautore del progetto di legge №3150 "sulla modifica dell'articolo 15 della Legge dell'Ucraina "sullo status dei veterani di guerra, sulle garanzie della loro protezione sociale" sul rafforzamento della protezione sociale dei familiari delle vittime, adottato dalla Verkhovna Rada dell'Ucraina il 2 febbraio 2016. Il disegno di legge prevede l'abolizione di restrizioni assolutamente ingiuste nell'erogazione dei benefici alle famiglie di coloro che sono morti per difendere l'Ucraina". Oleksij Porošenko è diventato l'autore di una serie di iniziative legislative.

## Guadagni
Secondo la dichiarazione elettronica, nel 2015 Oleksij Porošenko ha ricevuto ₴77.212 (3.227 dollari) come stipendio nella Verkhovna Rada. Dal bilancio dello Stato, gli sono stati concessi 80.559 euro per le spese relative alle attività di deputato. Porošenko aveva un ufficio a Vinnytsia con una superficie di 178,5 m², che al momento dell'acquisto (15 novembre 2013) costava 1,8 milioni di euro (219.673 dollari). Insieme alla madre, Oleksij Porošenko possiede un appartamento a Kiev con una superficie di 80,66 m². Porošenko ha dichiarato tre auto: GAZ-14 (Chaika, prodotta nel 1981), BMW 320i Cabrio (prodotta nel 2011, costo di 424,64 mila euro) e Land Rover Discovery 4.0 (2013, costo di 680,4 mila euro). Sui conti della Banca internazionale per gli investimenti, Porošenko aveva 15.011 euro, 141 mila dollari e 88 mila euro. Ha inoltre dichiarato 187 mila euro in contanti. Nel 2016, Porošenko ha ricevuto ₴152.941 come stipendio nella Verkhovna Rada. Sui conti della Banca internazionale per gli investimenti, Oleksij Porošenko aveva 11.900 euro, 95.600 dollari e 82.100 euro. Ha dichiarato 317.200 euro in contanti. La sua consorte, Julia Porošenko, ha dichiarato ₴82.988 come stipendio nella McKinsey & Company Ukraine. Il reddito da pagamenti assicurativi è stato di 953.886 euro. Aveva 138.879 euro sul conto bancario di BNP Paribas all'estero. Sui conti dell'International Investment Bank, Julia Porošenko aveva 82.100 euro e 95.600 dollari. Aveva anche 304.859 dollari presso la Citibank all'estero.

## Dipinto della chiesa di Kozyn
Oleksij Porošenko è raffigurato su uno dei muri di una chiesa situata sul territorio della proprietà paterna nel villaggio VIP di Kozyn (quartiere storico di Koncha-Zaspa, nel distretto di Holosiivskyi della città di Kiev). La tenuta di Petro Porošenko si trova a 13 chilometri da Kiev, lungo l'autostrada Novoobuhovskaya. L'affresco raffigura la famiglia di Porošenko, tra cui Petro Porošenko con la moglie Maryna e i figli Oleksij, Jevhenija, Oleksandra e Mychajlo. Secondo il pittore di icone ortodosso Dmitry Marchenko, l'immagine è simile in termini di stile ai dipinti del pittore russo del XIX secolo Ivan Makarov, i cui quadri includono l'imperatore Alessandro III con la sua famiglia.